# 鍋田村
鍋田村（なべたむら）は、かつて愛知県海部郡にあった村。鍋田川、筏川に挟まれた地域である。
弥富町に合併後、現在の弥富市の南部に該当する。西は三重県に接し、村域の一部はかつて三重県であった。
伊勢湾が遠浅の海であったことより、江戸時代より干拓による新田開発が行われていた。干拓は昭和時代まで行われた（鍋田干拓地）。

## 沿革
- 江戸時代末期、この地域は尾張藩領[2]、および長島藩領[3]、天領[3]であった。
- 1906年（明治39年）7月1日 - 大藤村、両国村、弥富町の一部（中山新田）が合併して発足。
- 1913年（大正2年）4月4日 - 海東郡と海西郡が合併し、海部郡となる。
- 1946年（昭和21年） - 農林省により鍋田干拓地が着工される。
- 1955年（昭和30年）4月1日 - 彌富町、市江村の一部と合併し、弥富町が発足。同日鍋田村廃止。

## その他
- 鍋田干拓地の入植開始は1956年であり、弥富町となった後である。